# Levi's Stadium

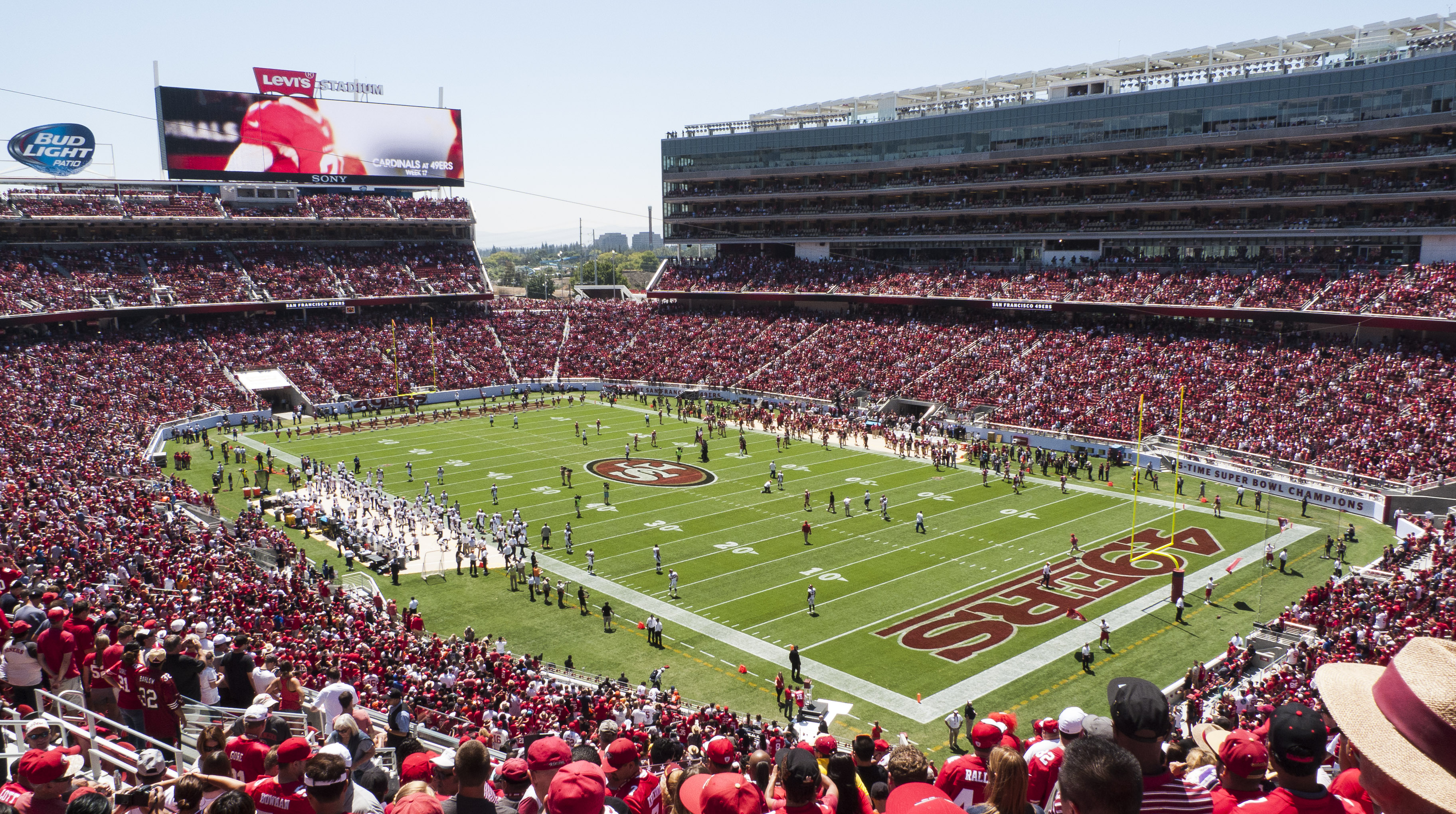
Interior do estádio

O Levi's Stadium é um estádio de futebol americano construído na cidade de Santa Clara, no estado americano da Califórnia. Desde 2014, é a casa do San Francisco 49ers da National Football League (NFL).
A construção do estádio foi inicialmente proposta em 2006, quando os 49ers demonstraram interesse em buscar um substituto para o velho Candlestick Park. O projeto, após intensas negociações, foi então acertado a construção no município de Santa Clara, próximo a São Francisco.
Em junho de 2010, eleitores de Santa Clara autorizaram o governo a emprestar um terreno para os 49ers construírem seu novo estádio. Em dezembro de 2011 todos os fundos foram levantados, e as construções começaram em abril do ano seguinte. O Levi's Stadium foi aberto oficialmente a 17 de julho de 2014, depois de dois anos de obras e quase 1,3 bilhão de dólares investidos.
O Levi's Stadium foi a sede oficial do Super Bowl 50, em 7 de fevereiro de 2016. Outros eventos, em 2015, foram contemplados no estádio, como a NHL Stadium Series (partida disputada entre o Los Angeles Kings e o San Jose Sharks), a WrestleMania 31, e o Fight Hunger Bowl e o Pac-12 Championship Game, partidas anuais de futebol americano universitário. Em 31 de julho de 2014, foi acertado também que o San Jose Earthquakes jogaria pelo menos uma partida por temporada neste estádio pelos próximos cinco anos. Recebeu duas partidas da Copa América de 2024 e será uma das sedes da Copa do Mundo FIFA de 2026. Receberá o Super Bowl LX em 8 de fevereiro de 2026.